# Louis-Gabriel Robinet
Pour les articles homonymes, voir Robinet.
Louis-Gabriel Robinet, né le 17 décembre 1909 à Villeneuve-Saint-Georges et mort le 24 juin 1975 dans le 8e arrondissement de Paris, est un avocat de formation, journaliste et écrivain français.

## Biographie
Louis-Gabriel Robinet est le fils du docteur André Robinet, le petit-fils du docteur Gabriel Robinet, adjoint au chef-lieu du 6e arrondissement de Paris, et l'arrière petit fils de Jean-François Eugène Robinet, médecin et homme politique parisien du XIXe siècle.
Il travailla à L'Époque et à L'Écho de Paris puis fut notamment directeur du quotidien Le Figaro à partir de 1965. Il était membre de l'Académie des sciences morales et politiques.
Il repose au cimetière du Père Lachaise (Division 19), à Paris, avec son père, le médecin André Robinet, son grand père, le médecin Gabriel Robinet (1848-1887), et son arrière-grand-père, le médecin Jean-François Eugène Robinet (1825-1889).

## Écrits
Louis-Gabriel Robinet compte 70 écrits dont :
- Le blocus à travers l'histoire, Éditions du Sagittaire, 1943
- Histoire de la Presse (Encyclopédie par l'image), Hachette, 1961
- Je suis journaliste, Édition Du Conquistador, 1961
- Koenig : un chevalier [ seconde guerre mondiale / guerre 39-45 ], Éditions France-Empire, 1973
- Bras de fer, Éditions Grasset, 1975
- Plusieurs Les Annales, revues[6]